# Rudolf Heinrich Daumann
Rudolf Heinrich Daumann, né le 2 novembre 1896 à Groß-Gohlau près de Środa Śląska en Silésie et décédé le 30 novembre 1957  à Potsdam, est un écrivain allemand. Ses pseudonymes furent Haerd et Rudolf Hard.

## Biographie
Issu d'une famille paysanne, Rudolf Heinrich Daumann exerce le métier d'instituteur avant de participer à la Première Guerre mondiale où il est grièvement blessé. Dans les années 1920, il travaille à nouveau comme enseignant et entreprend de longs voyages en Afrique et en Amérique comme correspondant de quelques journaux allemands. Après avoir décrit le combat des mineurs de Silésie en 1869 dans un premier roman daté de 1932, Der Streik (La Grève), le régime nazi le destitue de ses fonctions éducatives en 1933. Les années suivantes, Rudolf H. Daumann gagne sa vie en publiant une série de romans populaires d'anticipation dans la pure tradition de Hans Dominik. En 1943, la censure nazie interdit les œuvres de Daumann. L'auteur se réfugie alors en Autriche, où il adhère au Parti communiste d'Autriche, le KPÖ. Ce parti est illégal et Daumann entre alors activement dans la résistance en 1944. En 1946, il rentre en Allemagne et choisit de s'installer dans la zone d'occupation soviétique, où il travaille comme directeur d'émission à Potsdam. Dans les années 1950, il s'établit à Potsdam comme écrivain indépendant. En 1957, il reçoit le Prix Theodor-Fontane de la ville de Potsdam.
Après une première veine littéraire qui le pousse vers le roman historique sur le prolétariat et le roman utopique, Rudolf Heinrich Daumann se tourne dans les années 1950 vers le roman historique, puis s'oriente vers les œuvres destinées à la jeunesse sur des thèmes exotiques.

## Œuvres

### Romans
- Der Streik, Berlin 1932 (La Grève)
- Dünn wie eine Eierschale, Berlin 1936 (Fin comme une coquille d'œuf)
- Macht aus der Sonne, Berlin 1937 (Une puissance venue du soleil)
- Das Ende des Goldes, Berlin 1938 (La fin de l'or)
- Gefahr aus dem Weltall, Berlin 1938 (Le Danger venu de l'espace)
- Patrouille gegen den Tod, Berlin 1939 (La Patrouille contre la mort)
- Abenteuer mit der Venus, Berlin 1940 (Aventures avec Vénus)
- Die Insel der 1000 Wunder, Berlin 1940 (L'île des 1000 prodiges)
- Protuberanzen, Berlin 1940 (Protubérances)
- Alarm im Salzberg, Berlin 1954 (Alerte dans le Salzberg)
- Der Andenwolf, Berlin 1954 (Le Loup des Andes)
- Freiheit oder Bananen, Berlin 1954 (Liberté ou bananes)
- Herzen im Sturm, Berlin 1954 (Des cœurs dans la tourmente)
- Die Marwitz-Kosaken, Berlin 1954 (Les Cosaques de Marwitz)
- Die Räuber von Raue, Berlin 1954 (Les Brigands de Raue)
- Kiwi-Kiwi-Diamanten, Berlin 1955 (Les Diamants kiwi-kiwi)
- Mauki, der Buschmann, Berlin 1955 (Mauki, l'aborigène)
- Schildkröten am Orinoco, Berlin 1955 (Des tortues sur l'Orinoco)
- Stürmische Tage am Rhein, Berlin 1955 (Jours de tempêtes sur le Rhin)
- Tatanka-Yotanka, Berlin 1955 (Tatanka-Yotanka)
- Der Todesritt der Dakota, Berlin 1955 (La chevauchée mortelle du Dakota)
- Beinahe Anno Tobak, Berlin 1956
- Die Drachen leben, Berlin 1956 (Les Dragons sont vivants)
- Okapi, das falsche Johnstonpferd, Berlin 1956 (Okapi, le faux cheval de Johnston)
- Die vier Pfeile der Cheyenne, Berlin 1957 (Les quatre flèches des Cheyennes)
- Der Untergang der Dakota, Berlin 1957 (La fin du Dakota)
- Der Mann mit der Machete, Berlin 1968 (L'homme à la machette)